# Herbario Nacional de Islamabad

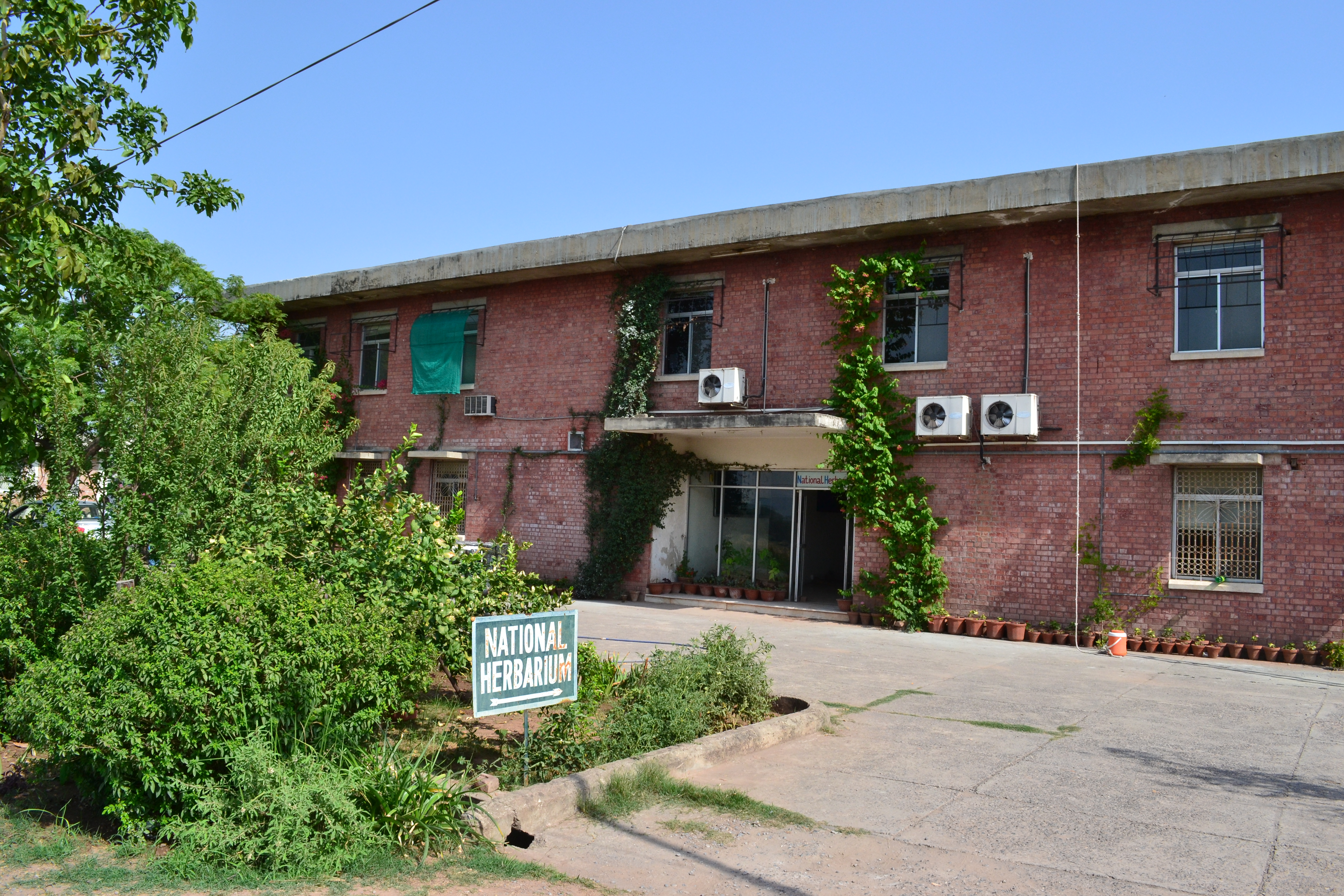
Herbario Nacional de Islamabad

El Herbario Nacional de Islamabad ( en inglés : National Herbarium), es el mayor Herbario de Pakistán, que se ubica en Islamabad. Facilita las actividades investigadoras de los científicos del país. Su código de reconocimiento internacional como institución botánica, así como las siglas de su herbario es RAW.

## Localización
Departament National Herbarium, National Agriculture and Education Accreditation Council, Islamabad, 45500 Islamabad Pakistan-Pakistán.

## Historia
National Herbarium, fue creado en 1975, y actualmente es el mayor herbario de Pakistán, se ubica en Islamabad. 
La colección del Dr Ralph Randles Stewart conforma el núcleo inicial, esta colección procedía del Gordon college (internacionalmente reconocida por el símbolo RA W, Stafleu, F .A. Ed., 1974 Index Herbariorum edit. 8). También incluye otras colecciones antiguas, tal como del año 1845 de Thomson (1845), Trotter (1860-80), Pennell (1900), Duthie (1860-1920) y otras más. Actualmente la colección consta de 100,000 plantas. 
Las plantas del herbario se encuentran divididas en magnoliofitas (dicotiledoneas y monocotiledoneas), gimnospermas y pteridofitas (o helechos) y está almacenadas según sus familias, géneros y especies en orden alfabético.

## Actividades
- El objetivo primario del herbario es mantenimiento de los especímenes desecados de plantas como colección de referencia para el científico de la investigación que trabaja con las plantas silvestres. Las nuevas colecciones de áreas inexploradas y de especies no representadas en el herbario se agregan regularmente al herbario. Los datos básicos relacionados con la ecología, la distribución y las aplicaciones de plantas se almacenan junto con los especímenes y este conocimiento se transfiere bajo la forma de libros, trabajos de investigación etc.

- Proporciona el consejo experto a los individuos y a las instituciones para la identificación de los especímenes así como la información de las plantas silvestres en la ecología y su distribución. Proporciona la información para la conservación de los recursos de las plantas silvestres. La identificación de las amenazas responsables de su declive o degradación y la conservación evalúa las medidas necesarias para la protección de los recursos de las plantas silvestres.

- Proporciona la información relacionada con las plantas a los ministerios del gobierno y a las instituciones no gubernamentales para las decisiones políticas y los documentos de planeamiento en el nivel nacional, las convenciones internacionales o los programas de cooperación regional.